# Dictionarium Annamiticum Lusitanum et Latinum

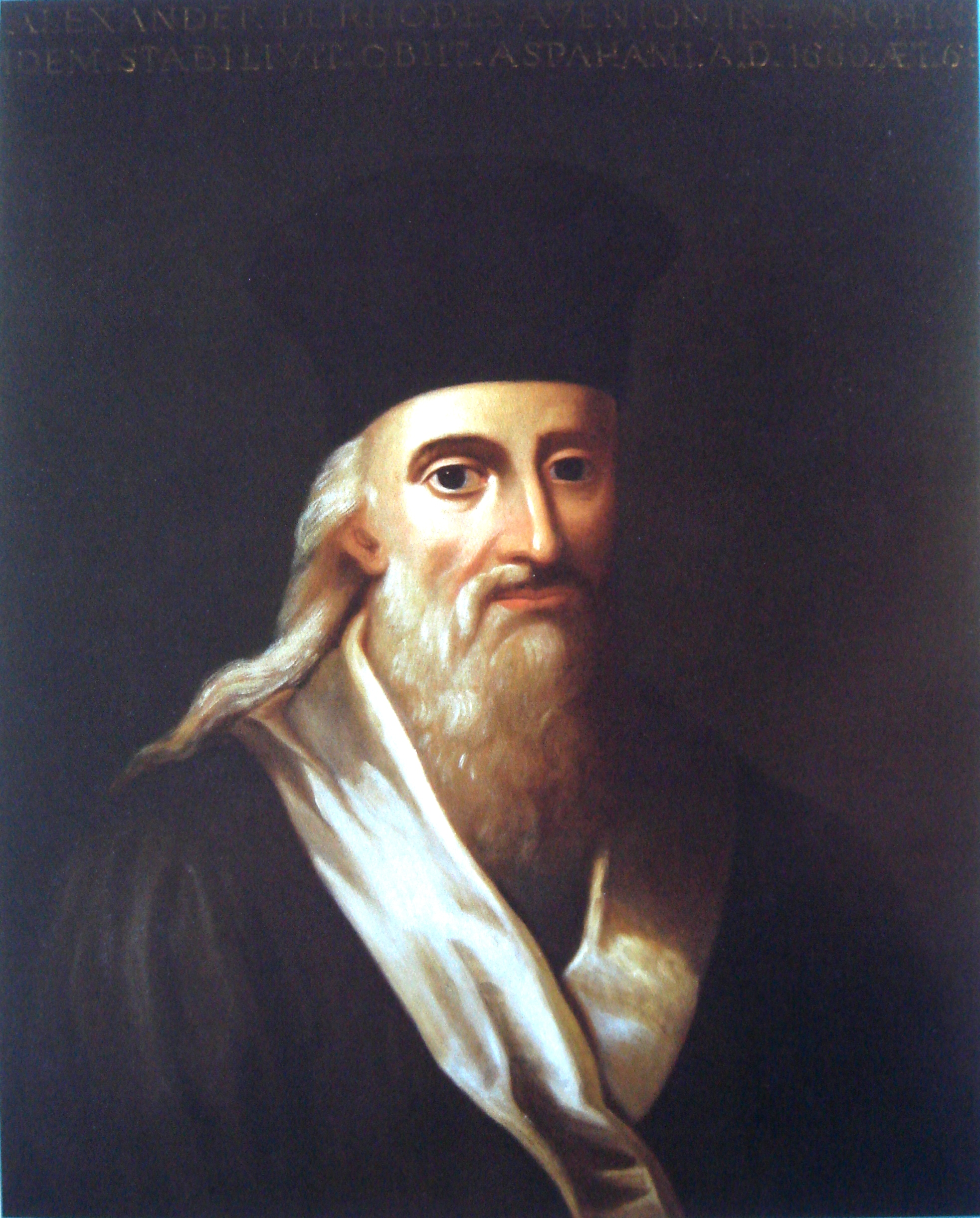
O jesuíta Alexandre de Rhodes, criador do Dictionarium Annamiticum Lusitanum et Latinum.

O Dictionarium Annamiticum Lusitanum et Latinum (em português:  Dicionário Vietnamita, Português e Latim) é um dicionário trilingue escrito em vietnamita, português e latim pelo lexicógrafo e jesuíta francês Alexandre de Rhodes, após passar doze anos no Vietname. Foi publicado em Roma no ano de 1651, pela Congregação para a Evangelização dos Povos (Propaganda Fide), durante a visita de Rhodes à Europa.
Antes da obra de Rhodes, os dicionários tradicionais vietnamitas eram utilizados para mostrar as correspondências entre os carateres chineses e a escrita vietnamita Chữ Nôm. A partir do século XVII, os missionários ocidentais começaram a conceber um sistema de romanização para representar a língua vietnamita, a fim de facilitar a propagação da fé cristã, que resultou no Dictionarium Annamiticum Lusitanum et Latinum de Alexandre de Rhodes. O dicionário possui 8 000 entradas em língua vietnamita com traduções em português e latim.
O Dictionarium Annamiticum Lusitanum et Latinum inspirou-se nas duas obras anteriormente perdidas: os dicionários luso-vietnamitas de Gaspar do Amaral, António Barbosa e Manuel Ferreira. O dicionário incorpora um resumo na gramática vietnamita (Brevis Declaratio) e na codificação de algumas pronúncias contemporâneas.
O dicionário estabeleceu o alfabeto vietnamita Quốc ngữ, que foi aperfeiçoado pelos missionários posteriores, e ainda está em uso geral na atualidade. O monsenhor Pierre de Béhaine contribuiu para estas melhorias com o seu dicionário anamita-latim de 1783, um manuscrito do qual foi remetido ao monsenhor Jean-Louis Taberd, que publicou-o em 1838.
Durante os próximos duzentos anos, as publicações cristãs no Vietname continuaram a ser feitas em latim e no vietnamita tradicional Chữ Nôm, em vez do alfabeto simples Quốc ngữ, que só teria a ganhar predominância com a invasão francesa de 1861 e o estabelecimento da Indochina Francesa.